# Mica Antantă

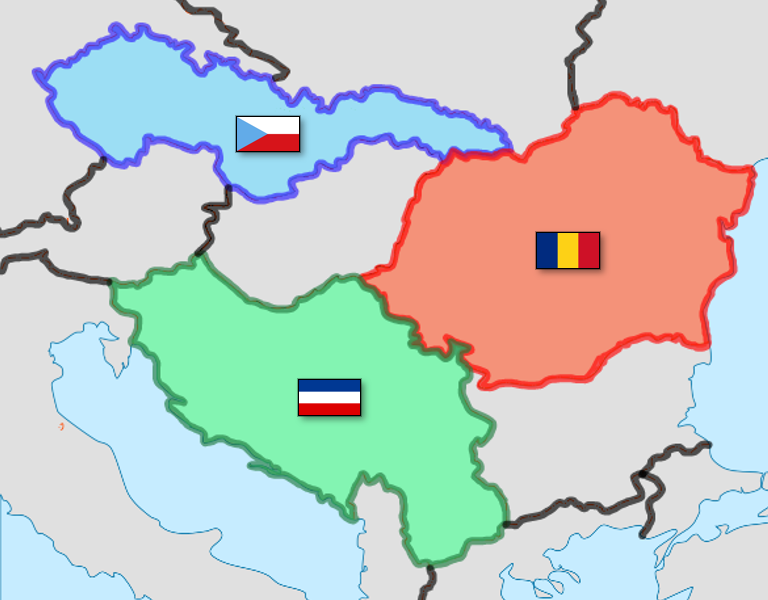
Mica Înțelegere

Mica Antantă, numită și Mica Înțelegere a fost o alianță formată în 1920 și 1921 de Cehoslovacia, România și Iugoslavia (de fapt Regatul Sârbo-Croato-Sloven, denumit Iugoslavia abia din 1929) pentru a se apăra de revizionismul maghiar (în urma Tratatului de la Trianon care prevedea că partea de nord a Republicii Croația și Voivodinei intrau în cadrul Regatului Sârbilor, Slovacia și Rutenia - azi Regiunea Transcarpatia din Ucraina - era cedată Cehoslovaciei, iar Transilvania și partea răsăriteană a Banatului reveneau României) și pentru a împiedica întoarcerea la putere a Casei de Habsburg. 
Mica Înțelegere, inițiată de ministrul de externe al Cehoslovaciei, Edvard Beneš, ca organizație de securitate regională, a apărut prin semnarea succesivă de convenții bilaterale de alianțe între Cehoslovacia și Iugoslavia (14 august 1920), România și Cehoslovacia (Convenția de alianță defensivă româno-cehoslovacă, 23 aprilie 1921) respectiv România și Iugoslavia (7 iunie 1921).
Prin această inițiativă, Edvard Beneš a vrut (și a reușit) să contracareze un proiect al diplomației franceze care dorea o apropiere franco-ungară, fapt ce ar fi putut, după părerea sa, să amenințe Statu quo-ul de după 1920.
Take Ionescu, explica astfel semnarea tratatelor de către România:
„Un război nu se termină cu semnarea tratatelor de pace. El se continuă chiar în sufletele popoarelor, iar datoria oamenilor de stat este de a crea și menține o stare a lucrurilor care să convingă pe cei ce ar năzui să răstoarne ordinea nou stabilită de lipsa de sens și chiar de pericolul unei asemenea încercări”.
Sintagma „Mica Antantă” a fost utilizată pentru prima dată într-un articol al ziarului maghiar Pesti Hirlap, din 21 februarie 1920, autorul articolului vrând să-și exprime ironia, ba chiar batjocura, față de planurile de colaborare dintre România, Cehoslovacia și Iugoslavia. Cu toate acestea, folosirea sintagmei a fost autorizată de către cei trei membri ai săi, ea fiind adoptată în mod oficial.
La 27 iunie 1930, alianța s-a consolidat prin așa-numitul Acord complementar de la Štrbské Pleso, semnat de către toți cei trei contractanți, dar îndeosebi la 16 februarie 1933 prin Pactul de Organizare al Micii înțelegeri, prin care aceasta era transformată într-o „organizație internațională unificată, deschisă eventual și altor țări”; se hotăra constituirea „ca organ director al politicii externe comune a unui Consiliu Permanent al Micii înțelegeri, compus din miniștrii de Externe ai celor trei țări", fiecare dintre aceștia exercitând președinția Consiliului prin rotație, pe termen de un an (articolele 1-3).
Franța a sprijinit această alianță, semnând tratate cu fiecare țară în parte. Mica Antantă a început să se dezintegreze în 1936, desființându-se complet în 1938. Franța a văzut în Mica Antantă potențialul refacerii unui război pe două fronturi împotriva Germaniei, în interesul securității franceze.
Mica Antantă s-a destrămat după cotropirea Cehoslovaciei de către trupele germane și a dispărut în urma acordului de la München din 1938, unde Franța a abandonat garantarea granițelor statului cehoslovac. La 14 martie 1939 Slovacia și-a declarat independența (Republica Slovacă (1939-1945)), iar ce a mai rămas din Cehoslovacia a fost împărțit între Germania, Ungaria și Polonia. Din postura de aliată, România ar fi trebuit să intervină în ajutorul acesteia însă a fost în imposibilitate de a-și îndeplini obligațiile de aliat. Pur formal, acordul semnat de țările din Mica Antantă nu a putut fi aplicat deoarece Cehoslovacia nu a declarat război Germaniei. 
În timpul existenței sale, Mica Înțelegere a contribuit la menținerea păcii în regiunea central-europeană și dunăreană, la dezvoltarea legăturilor de colaborare pe multiple planuri între statele membre precum și cu celelalte state din această zonă geografică, a acționat în direcția realizării politicii de securitate colectivă, a întăririi forței de acțiune a Societății Națiunilor.